# 王玄览
王玄览（626年—697年），本名晖，法名玄览，是唐朝初年道士，道教学者，廣漢綿竹（今四川綿竹）人。

## 生平
40岁开始修习佛老之说，50岁出家成为道士。被人称作「洪元先生」。王玄览弟子王太霄汇集王玄览讲说而成的《玄珠录》两卷，收王玄览的语录约一百二十余则，收入《道藏》太玄部。

## 思想
他的思想兼有佛教和道家的色彩。因袭老子“道可道非常道”的命题，把道分为“可道”、“常道”两种，据说“道中有众生，众生中有道”；但“常道”是先众生存在的不生不灭的实体，“一切众生欲求道，当灭知见，知见灭尽，乃得道矣”。认为消灭一切知识就能“得道”。